# Anne or Beast?
Anne or Beast? (tạm dịch: Anne hay quái vật?) là tập phim đầu tiên của bộ phim hoạt hình Amphibia của Disney Channel. Tập phim được chiếu ngày 14 tháng 6 năm 2019 trên DisneyNOW và kênh YouTube của Disney Channel và được chiếu trên Disney Channel ngày 17 tháng 6 năm 2019. Tập phim này cũng được chiếu cùng với tập 1B, Best Fronds.

## Nội dung
Một đêm nọ, chú ếch Wally một mắt đang đi từ quán rượu về nhà. Trên đường đi qua khu rừng, anh nghe thấy những tiếng động lạ phát ra, và sau đó anh thấy một sinh vật bí ẩn với đôi mắt trắng trong lùm cây.
Sáng hôm sau, thị trấn Wartwood lại tiếp tục cuộc sống thường ngày. Nhà Plantar, gồm Sprig và em gái cậu Polly, và người ông của cả hai là Hop Pop cũng đã ra chợ để mua đồ và giao lại chiếc xe cho Polly canh. Sprig muốn được canh chiếc xe, nhưng Hop Pop không cho và cho rằng cậu quá vô trách nhiệm, và vẫn giao chiếc xe cho Polly, bảo cô không cho Sprig rời khỏi xe. Sau đó, Wally chạy ra, thông báo cho cả thị trấn biết về con quái vật trong rừng. Mọi người lúc này đã tập trung lại và thị trưởng Toadstool đã tuyên bố là sẽ bắt con quái vật này. Để chứng minh rằng mình không vô trách nhiệm, Sprig cũng đã quyết tâm đi bắt con quái vật. Khi Polly ngăn cản, Sprig đã dùng kẹo để hối lộ Polly và được Polly cho đi.
Sprig đi vào rừng và bắt đầu khám xét, đi tìm dấu vết trong khu rừng. Trong lúc đi, cậu vô tình sập bẫy và bị treo lên. Lúc này, con quái vật xuất hiện, thực ra là cô bé Anne Boonchuy vừa lạc đến đây. Sprig đã kêu cô là "quái vật", nhưng Anne nói rằng mình vừa bị lạc đến đây và chỉ cần được giúp đỡ. Ngay lúc đó, có một con quái vật tiến tới. Anne đành phải cắt sợi dây đang treo Sprig và đưa cậu đi. Họ trốn vào được một khúc gỗ rỗng trước khi con quái vật kịp thấy họ.
Trong khúc gỗ, Anne và Sprig đã nói chuyện với nhau và trở nên thân nhau. Lúc này, Hop Pop đã mua đồ xong và quay lại. Khi không thấy Sprig, Hop Pop đã hỏi Polly, và sau đó dẫn Polly vào trong rừng để tìm Sprig. Dân làng sau đó cũng đi vào rừng. Khi con quái vật rời đi, Anne và Sprig cũng ra ngoài. Sprig cũng đã kiếm cho Anne nấm để ăn và nói chuyện với cô. Anne nói rằng mình đến từ "một thế giới khác" và nói rằng mình không biết tại sao mình lại lạc đến đây.
Dân làng lúc này cũng đã tới chỗ Anne và Sprig. Họ đã bắt trói Anne lại. Anne nói với Sprig tại sao cậu lại lừa cô, nhưng Sprig nói rằng mình không biết. Lúc này, con quái vật lúc nãy, là một con châu chấu khổng lồ xuất hiện. Dân làng đã đuổi con châu chấu đi, nhưng sau đó một con châu chấu khác lại xuất hiện và bắt đầu tấn công dân làng. Sprig đã cởi trói cho Anne, và cả hai đã đánh bại con châu chấu. Khi dân làng muốn đuổi Anne đi, Sprig đã ngăn lại và bảo rằng Anne chỉ đang tìm sự giúp đỡ. Khi dân làng còn nghi hoặc, Hop Pop đã đến và nói rằng sẽ lo liệu cho Anne. Khi Anne muốn rời đi, Hop Pop đã ngăn lại và nói rằng nơi này rất nguy hiểm và nếu rời đi, Anne có thể sẽ chết. Vì vậy, Anne phải tạm về nhà của gia đình Plantar.
Đến tối, Hop Pop đưa Anne xuống dưới căn hầm nhà mình và cho cô ở đó. Lúc này, Sprig xuống và nói rằng cậu rất vui vì cô ở lại đây với họ. Khi Sprig rời đi, Anne đã lấy chiếc hộp nhạc bí ẩn, thứ đã đưa cô đến đây và mở nó lần nữa, nhưng nó không hoạt động, buộc Anne phải ở lại đây một thời gian.

## Đánh giá
Tập phim được đánh giá 7,7 điểm trên IMDB, cùng với tập Best Fronds. Nhà đánh giá Dave Trumbore của trang web Collider đánh giá tập phim 4 trên 5 sao và "cảm thấy tập phim này là sự giới thiệu khá tốt cho series."

## Phát sóng quốc tế
| Quốc gia              | Ngôn ngữ                               | Kênh phát sóng           | Ngày bắt đầu phát sóng | Tên tập phim ở khu vực   |
| --------------------- | -------------------------------------- | ------------------------ | ---------------------- | ------------------------ |
| Canada                | Tiếng Anh                              | Disney Channel           | 22/6/2019              | Anne or Beast?           |
| Canada                | Tiếng Pháp                             | Disney Channel           | 22/6/2019              | Anne or Beast?           |
| Anh Quốc              | Tiếng Anh                              | Disney Channel           | 6/7/2019               | Anne or Beast?           |
| Malta                 | Tiếng Anh                              | Disney Channel           | 6/7/2019               | Anne or Beast?           |
| Mỹ Latinh             | Tiếng Tây Ban Nha (các nước Mỹ Latinh) | Disney Channel Disney XD | 5/8/2019               | ¿Anne o la Bestia?       |
| Mỹ Latinh             | Tiếng Bồ Đào Nha ( Brasil)             | Disney Channel Disney XD | 5/8/2019               | Anne ou Monstro          |
| Ấn Độ                 | Tiếng Hindi                            | Disney Channel           | 11/8/2019              | Anne or Beast?           |
| Ấn Độ                 | Tiếng Tamil                            | Disney Channel           | 11/8/2019              | Anne or Beast?           |
| Ấn Độ                 | Tiếng Telugu                           | Disney Channel           | 11/8/2019              | Anne or Beast?           |
| Úc                    | Tiếng Anh                              | Disney Channel           | 18/8/2019              | Anne or Beast?           |
| New Zealand           | Tiếng Anh                              | Disney Channel           | 18/8/2019              | Anne or Beast?           |
| Nhật Bản              | Tiếng Nhật                             | Disney Channel           | 1/9/2019               | モンスターとうじょう?    |
| Hà Lan                | Tiếng Hà Lan                           | Disney Channel           | 2/9/2019               | Anne of beest?           |
| Hồng Kông             | Tiếng Quảng Đông                       | Disney Channel           | 8/9/2019               | Anne or Beast?           |
| Đài Loan              | Tiếng Quan thoại Đài Loan              | Disney Channel           | 8/9/2019               | Anne or Beast?           |
| Đông Nam Á            | Tiếng Anh                              | Disney Channel           | 9/9/2019               | Anne or Beast?           |
| Đông Nam Á            | Tiếng Indonesia ( Indonesia)           | Disney Channel           | 9/9/2019               | Anne Atau Binatang Buas? |
| Đông Nam Á            | Tiếng Mã Lai ( Malaysia)               | Disney Channel           | 9/9/2019               | Anne or Beast?           |
| Đông Nam Á            | Tiếng Thái ( Thái Lan)                 | Disney Channel           | 9/9/2019               | แอนน์หรือสัตว์ร้าย            |
| Đông Nam Á            | Tiếng Việt ( Việt Nam) (Phụ đề)        | Disney Channel           | 9/9/2019               | Anne or Beast?           |
| Hàn Quốc              | Tiếng Hàn Quốc                         | Disney Channel           | 18/9/2019              | 괴물이 나타났다!         |
| Ý                     | Tiếng Ý                                | Disney Channel           | 5/10/2019              | Anne il Mostro           |
| Nga                   | Tiếng Nga                              | Disney Channel           | 14/10/2019             | Энни или чудище?         |
| Pháp                  | Tiếng Pháp                             | Disney Channel           | 21/10/2019             | L'Anne ou la Bête ?      |
| Thụy Sĩ               | Tiếng Pháp                             | Disney Channel           | 21/10/2019             | Anne or Beast?           |
| Bỉ                    | Tiếng Pháp                             | Disney Channel           | 21/10/2019             | Anne or Beast?           |
| Trung Đông và Bắc Phi | Tiếng Anh                              | Disney Channel           | 21/10/2019             | Anne or Beast?           |
| Trung Đông và Bắc Phi | Tiếng Ả Rập                            | Disney Channel           | 21/10/2019             | مغامرات ضفدعية           |
| Hy Lạp                | Tiếng Hi Lạp                           | Disney Channel           | 21/10/2019             | Anne or Beast?           |
| Bulgaria              | Tiếng Bulgaria                         | Disney Channel           | 9/12/2019              | Човек или Звяр?          |
| România               | Tiếng România                          | Disney Channel           | 9/12/2019              | Anna sau Bestia?         |
| Tây Ban Nha           | Tiếng Tây Ban Nha                      | Disney XD                | 11/1/2020              | ¿Anne o bestia?          |
| Tây Ban Nha           | Tiếng Tây Ban Nha                      | Disney Channel           | 6/4/2020               | ¿Anne o bestia?          |
| Đức                   | Tiếng Đức                              | Disney Channel           | 17/2/2020              | Anne in Amphibia         |
| Cộng hòa Séc          | Tiếng Séc                              | Disney Channel           | 2/3/2020               | Anna nebo netvor?        |
| Slovakia              | Tiếng Séc                              | Disney Channel           | 2/3/2020               | Anne or Beast?           |
| Hungary               | Tiếng Hungary                          | Disney Channel           | 2/3/2020               | Barát vagy szörny?       |
| Israel                | Tiếng Do Thái                          | Disney Channel           | 8/3/2020               | ?אן או מפלצת             |
| Scandinavia           | Tiếng Anh                              | Disney XD                | 23/3/2020              | Anne or Beast?           |
| Scandinavia           | Tiếng Đan Mạch ( Đan Mạch)             | Disney XD                | 23/3/2020              | Anne or Beast?           |
| Scandinavia           | Tiếng Na Uy ( Na Uy)                   | Disney XD                | 23/3/2020              | Anne or Beast?           |
| Scandinavia           | Tiếng Thụy Điển ( Thụy Điển)           | Disney XD                | 23/3/2020              | Anne or Beast?           |
| Scandinavia           | Tiếng Phần Lan ( Phần Lan)             | Disney XD                | 23/3/2020              | Anne or Beast?           |
| Scandinavia           | Tiếng Nga                              | Disney XD                | 23/3/2020              | Anne or Beast?           |
| Ba Lan                | Tiếng Ba Lan                           | Disney XD                | 23/3/2020              | Anna czy bestia?         |
| Ukraina               | Tiếng Ukraina                          | PlusPlus                 | 20/8/2020              | Енн чи монстр?           |
| Bồ Đào Nha            | Tiếng Bồ Đào Nha                       | Disney Channel           | 14/9/2020              | Anne ou Monstro?         |
| Albania               | Tiếng Albania                          | Çufo                     | 10/1/2022              | Anne or Beast?           |